# Sorious Samura
Sorious Samura é um documentarista e jornalista de Serra Leoa. Ele é mais conhecido por dois documentários: Cry Freetown(2000) e Êxodo de África(2001). Cry Freetown retrata o período mais brutal da guerra civil em Serra Leoa. O filme ganhou, entre outros prêmios, um Emmy Award e um Peabody Award(2000). Êxodo de África demonstra o angustiante esforço de jovens do sexo masculino para chegar a Europa através de mortes e perigosos caminhos da Serra Leoa e Nigéria, através de Mali, do deserto do Saara e a Argélia e Marrocos através do Estreito de Gibraltar para Espanha.